# Drenovac, Paraćin
Drenovac (izvirno srbsko Дреновац) je naselje v Srbiji, ki upravno spada pod Občino Paraćin; slednja pa je del Pomoravskega upravnega okraja.

## Demografija
V naselju živi 1656 polnoletnih prebivalcev, pri čemer je njihova povprečna starost 42,6 let (40,9 pri moških in 44,3 pri ženskah). Naselje ima 547 gospodinjstev, pri čemer je povprečno število članov na gospodinjstvo 3,67.
To naselje je, glede na rezultate popisa iz leta 2002, večinoma srbsko, a v času zadnjih treh popisov je opazno zmanjšanje števila prebivalcev.
|  |

| Demografija | Demografija     | Demografija     |
| Leto        | Št. prebivalcev | Št. prebivalcev |
| ----------- | --------------- | --------------- |
|             |                 |                 |
|             |                 |                 |
|             |                 |                 |
|             |                 |                 |
| 1948        | 2233            |                 |
| 1953        | 2452            |                 |
| 1961        | 2496            |                 |
| 1971        | 2412            |                 |
| 1981        | 2354            |                 |
| 1991        | 2278            | 2202            |
| 2002        | 2136            | 2009            |
|             |                 |                 |

| Etnična sestava po popisu iz leta 2002 | Etnična sestava po popisu iz leta 2002 | Etnična sestava po popisu iz leta 2002 | Etnična sestava po popisu iz leta 2002 | Etnična sestava po popisu iz leta 2002 |
| -------------------------------------- | -------------------------------------- | -------------------------------------- | -------------------------------------- | -------------------------------------- |
| Srbi                                   | Srbi                                   |                                        | 1.989                                  | 99,00%                                 |
| Romi                                   | Romi                                   |                                        | 6                                      | 0,29%                                  |
| Črnogorci                              | Črnogorci                              |                                        | 3                                      | 0,14%                                  |
| Jugoslovani                            | Jugoslovani                            |                                        | 3                                      | 0,14%                                  |
| Hrvati                                 | Hrvati                                 |                                        | 2                                      | 0,09%                                  |
| Slovenci                               | Slovenci                               |                                        | 1                                      | 0,04%                                  |
| Neznano                                | Neznano                                |                                        | 5                                      | 0,24%                                  |